# Angela Maria Brasil Biaggio
Angela Maria Brasil Biaggio (Rio de Janeiro, 29 de julho de 1940 – Porto Alegre, 19 de maio de 2003) foi uma psicóloga brasileira, uma das primeiras pesquisadoras em Psicologia no Brasil, pioneira na área da psicologia do desenvolvimento humano, especificamente na questão do desenvolvimento moral. 

## Vida pessoal
Angela nasceu na cidade do Rio de Janeiro em 1940, filha de Mário Nóbrega Brasil da Silva e Maria de Lourdes Canario Brasil. Estudou Psicologia na Pontifícia Universidade Católica do Rio de Janeiro. Quando adolescente teve a oportunidade de fazer intercâmbio nos Estados Unidos, provavelmente servindo de influência para que cursasse mestrado e doutorado pela Universidade do Wisconsin. Obteve o título de Mestra em Psicologia Educacional em 1965, sob a orientação de Julian C. Stanley e defendeu sua tese de doutorado em 1967, com orientação de Robert Grinder, onde investigou o desenvolvimento moral com base na teoria do julgamento moral de Lawrence Kohlberg (1927-1987), área ainda desconhecida no Brasil na época.

## Carreira
Entrou para a equipe docente do curso de Psicologia da PUC do Rio de Janeiro em 1968 e foi professora no Departamento de Psicologia da Universidade Estadual de Minnesota em Moorhead, de 1970 a 1971. No ano seguinte, lecionou na Universidade de Brasília e integrou o corpo docente do Curso de Mestrado em Psicologia da PUC do Rio Grande do Sul. Estava novamente na PUC do Rio de Janeiro em 1974, onde lecionou até 1980, retornando a Porto Alegre em 1981, a convite de Juracy Marques, onde teve grande importância no programa de pós-graduação com Psicologia Educacional. Trabalhou com diferentes variáveis com relação ao julgamento moral, como locus de controle, ansiedade, raiva, religião, personalidade, gênero, atitudes em relação à ecologia e ao pacifismo e comparações interculturais no julgamento moral. 
Foi presidente da Sociedade Interamericana de Psicologia de 1991 a 1993. Escreveu diversos artigos e livros, como Psicologia do Desenvolvimento (1975), pela Editora Vozes e Pesquisas em Psicologia do Desenvolvimento e da Personalidade (1984). Foi representante da área de psicologia na CAPES de 1990 a 1993. Traduziu para o português e adaptou diversos dilemas morais baseados no manual de dilemas desenvolvido por Moshe Blatt. Junto de orientandos e colegas propôs novos dilemas. Em 1994, fez pós-doutorado nos Estados Unidos, pela Universidade de Notre Dame, em Indiana.
O pós-doutorado reacendeu seu interesse por temas universais, os quais abordava de forma mais indireta em sua carreira até então: questões ecológicas e de promoção da paz. Elaborou um programa de intervenção em escolas em Porto Alegre para aprimorar o raciocínio moral através da discussão de dilemas morais com conteúdo ecológico e pacifista entre alunos e professores. Em 2002, apresentou a criação de uma Escala de Atitudes em relação à Paz, a qual desenvolveu juntamente com a escala DIT-2. 
Dedicou-se aos estudos da ansiedade e da raiva, adaptando e validando escalas para a avaliação destes aspectos para uso no Brasil. Nessa linha de desenvolvimento de instrumentos de avaliação psicológica, trabalhou com o Sociomoral Reflective Objective Measure (SROM), uma medida de avaliação do julgamento moral, realizando a adaptação e validação do instrumento para a coleta de dados com amostras brasileiras. 

## Morte
Angela faleceu em Porto Alegre, em 19 de maio de 2003, devido a um câncer de pâncreas. Foi esposa do também psicólogo Luis Isnard Leão Biaggio (1932-2001), com quem teve um casal de filhos. 

## Obras selecionadas
- BIAGGIO, A. M. B.. Psicologia do Desenvolvimento. 21. ed. Petrópolis: Vozes, 2009. 344p.
- BIAGGIO, A. M. B.. Lawrence Kohlberg: Ética e Educação Moral. 2. ed. São Paulo: Moderna, 2006. v. 1. 144p.
- Schuhly, G. ; BIAGGIO, A. M. B. ; NERVA, G. B. . Motivação e desenvolvimento: adolescentes brasileiros de camadas populares: questões de socialização e educação. São Paulo: Edições Loyola, 1995. 200p .
- SPIELBERGER, C. D. ; BIAGGIO, A. M. B. . Manual do Inventário de Expressão de Raiva como Estado-Traço (STAXI): Tradução e Adaptação. São Paulo: Vetor, 1992. v. 1. 51p.
- BIAGGIO, A. M. B.. Pesquisas em psicologia do desenvolvimento e da personalidade. 1. ed. Porto alegre: Editora da UFRGS, 1984. v. 1. 217p.